# روكوول
روكوول، تكساس

روكوول (بالإنجليزية: Rockwall)‏ هي مدينة أمريكية تقع في ولاية تكساس.تبلغ مساحة هذه المدينة 58.7 (كم²)،ويبلغ عدد سكانها 25976 نسمة حسب إحصاء سنة 2010 م. تشير إحصاءات سنة 2000م بأن الكثافة السكانية في هذه المدينة تقدر بـ(311.5) نسمة/كم2.

## أعلام
- ترافيس تيدفورد
- أندي تانر
- كاثرين كيلي
- رالف هال
- كارلتون ماسي
- والتر موريس